# 賽普勒斯安南計劃

賽普勒斯安南計劃提出的國旗

賽普勒斯安南計劃是聯合國提出的一個解決賽普勒斯問題的方案。計劃內容是建立一個由兩個政治實體組成的聯邦國家賽普勒斯聯合共和國。這個方案在2004年進行公投，65%的土耳其人同意，但只有24%的希臘人同意，以失敗告終。賽普勒斯仍分裂至今。